# Hindebæger
Hindebæger (Limonium) er en slægt med ca. 20 arter, der er udbredt i et bælte, der strækker sig fra Nordafrika over Mellemøsten, Lilleasien og Kaukasus til Centralasien, Østasien, Nordamerika og Europa, herunder også i Danmark. Tyngdepunktet i slægtens udbredelse findes på de spanske og portugisiske øer i Atlanterhavet (De Kanariske øer, Madeira og Kap Verde øerne).
Det er énårige urter eller stauder med hårløse skud og blade, der er lancetformede eller elliptiske. Blomsterne bæres på et opret skud, som slutter i en åben top. Frugterne er enkeltfrøede kapsler. Her beskrives kun de arter, som er vildtvoksende i Danmark, eller som har økonomisk betydning her.
Flere arter og sorter inden for denne slægt forhandles som både snitblomster og tørrede blomster under det gamle synonym: Statice.
| Beskrevne arter |

- Dunet hindebæger (Limonium puberulum)
- Kinesisk hindebæger (Limonium sinense)
- Lav hindebæger (Limonium humile)
- Steppeslør (Limonium gmelinii)
- Sølvhindebæger (Limonium gerberi)
- Tætblomstret hindebæger (Limonium vulgare)
- Vinget hindebæger (Limonium sinuatum)
  - Gul hindebæger (Limonium sinuatum ssp. bonduellei)

| Andre arter |

- Limonium arborescens
- Limonium bellidifolium
- Limonium brassicifolium
- Limonium californicum
- Limonium carolinianum
- Limonium fruticans
- Limonium lobatum
- Limonium macrophyllum
- Limonium otolepis
- Limonium pectinatum
- Limonium peregrinum
- Limonium perezii